# Linda (piosenkarka)
Linda (ros. Линда), właśc. Swietłana Lwowna Gejman (ros. Светлана Львовна Гейман; ur. 29 kwietnia 1977 w Kentau) – rosyjska piosenkarka, poetka i malarka pochodzenia żydowskiego. Jest uznawana za jedną z najpopularniejszych artystek swojego pokolenia i muzyczny fenomen lat 90. XX wieku w Rosji. Sprzedała ponad 3 miliony egzemplarzy swoich albumów w Rosji.

## Życiorys

### Dzieciństwo i młodość
Swietłana Gejman urodziła się 29 kwietnia 1977 roku w mieście Kentau w Kazachskiej SRR, wchodzącej w skład ZSRR (obecnie miasto leży w obwodzie turkiestańskim Republiki Kazachstanu). Jest córką będącego z pochodzenia Żydem Lwa Isaakowicza Gejmana, finansisty i bankiera, właściciela banków Łada Bank i Ipokombank oraz jego żony Aleksandry Wasiljewnej, z wykształcenia inżynierki. Ma starszą siostrę Jelenę. Gdy była małym dzieckiem rodzina, a w szczególności babcia Anna Iliniczna, nazywała ją Lejblą, Lejbelą, Lejną lub Liną, co w tłumaczeniu z języka hebrajskiego oznacza „Słońce”. Rodzina żyła na terenach dzisiejszego Kazachstanu z powodu zesłania tam w 1941 roku babci Swietłany oraz czwórki jej dzieci do pracy w kopalni ołowiu. Z kolei dziadek artystki ze strony ojca w 1937 roku padł ofiarą stalinowskich represji.
Będąc w drugiej klasie szkoły podstawowej Gejman wraz z rodziną przeprowadziła się do miasta Togliatti w Rosyjskiej FSRR, gdzie mieszkała przez kilka lat i ukończyła szkołę podstawową nr 6. Z inicjatywy rodziców zaczęła także uprawiać akrobatykę, jednak z powodu kontuzji nogi porzuciła tę aktywność. W wieku trzynastu lat przeniosła się z rodziną do Moskwy. W mieście tym Gejman, która jako dziecko nie wyróżniała się żadnymi szczególnymi talentami artystycznymi i nie lubiła publicznie występować, zetknęła się z muzyką i teatrem. Zaczęła uczęszczać na zajęcia, a w końcu została stałą członkinią zespołu sztuki ludowej działającego przy teatrze „Ermitaż”. W moskiewskim teatrze nauczyła się podstaw sztuki scenicznej pod okiem utalentowanego nauczyciela Jurija Galperina. Mieszkając w Moskwie nie potrafiła odnaleźć się w realiach życia w dużym mieście, jak sama wspominała, czuła się wówczas samotna i wyobcowana. Przez wzgląd na to po niedługim czasie musiała zrezygnować z pracy w teatrze, jednak jej zainteresowanie światem sztuki nie osłabło.
W 1993 roku Swietłana Gejman złożyła dokumenty do Szkoły Muzycznej im. Gniesinych, gdzie pomimo dużej konkurencji i trudnych egzaminów została przyjęta jako studentka na wydział wokalny. Tam jej nauczycielem i mentorem był znany pedagog Władimir Chaczaturow. Chaczaturow odkrył w swojej uczennicy duży potencjał artystyczny i jako pierwszy zaproponował jej, aby spróbowała swoich sił w konkursach muzycznych. Gejman posłuchała jego rad i wkrótce wzięła udział w transmitowanym w telewizji konkursie Pokolienie (Поколение) w Jurmale na Łotwie, w którym dotarła do finału, zachwycając jurorów i publiczność swoim wokalem oraz charyzmą. Podczas występu w finale jurmalskiego konkursu została zauważona przez znanego producenta muzycznego Jurija Ajzenszpisa, mającego wcześniej na koncie współpracę m.in. z Wiktorem Cojem, zaś później stojącego za sukcesami Dimy Biłana. Ajzenszpis zaproponował młodej artystce długoterminową współpracę, do czego, według niektórych źródeł, przyczynił się jej będący zamożnym człowiekiem ojciec, który jak dowiedział się o muzycznych planach córki początkowo okazał złość, jednak później pogodził się z jej wyborem i postanowił finansowo pomagać w posunięciu naprzód jej kariery. W tamtym czasie powstał też jej pseudonim artystyczny Linda, który, zgodnie ze wspomnieniami samej Gejman, został zainspirowany imionami, jakimi w dzieciństwie zwracała się do niej babcia.

### Kariera

#### Początki: współpraca z Jurijem Ajzenszpisem i Maksimem Fadiejewem
W początkowym etapie kariery Linda współpracowała z kompozytorami Władimirem Matieckim i Witalijem Okorokowem. Owocem ich współpracy było kilka piosenek, m.in. „I want your sex”, „Non-stop” („Нон-стоп”) i „Igra s ogniom” („Игра с огнём”), w powstaniu której mieli także udział kompozytor Andriej Misin oraz poeta Karen Kawalerian. Drugą z nich artystka w 1993 roku wykonała na festiwalu Piesnia goda (Песня года), z kolei do trzeciej powstał teledysk wyreżyserowany przez młodego wówczas reżysera Fiodora Bondarczuka, który stylistycznie nawiązywał do teledysków Madonny z początku lat 90. XX wieku. Teledysk trafił do mediów i zyskał niemałą popularność oraz spotkał się z pozytywnymi reakcjami krytyków. Pod koniec 1993 roku Jurij Ajzenszpis postanowił zakończyć współpracę z Lindą m.in. z powodu jej trudnego charakteru i zastrzeżeń co do jej rzeczywistych zdolności artystycznych. Podczas prac w studiu nad piosenką „Igra s ogniom” Linda poznała kompozytora i aranżera Maksima Fadiejewa, który został zaproszony do przerobienia aranżacji kompozycji. Od tego momentu rozpoczęła się ich współpraca. Znajomość okazała się być dla obojga przełomem. Fadiejew był odpowiedzialny za charakterystyczny wizerunek artystki jako „najbardziej zagadkowej rosyjskiej piosenkarki”, który ta wykorzystuje do dziś.

#### Lata 1994–1997: albumyPiesni tibiteskich lamiWorona
1 sierpnia 1994 roku Linda pod kierownictwem Maksima Fadiejewa wydała swój pierwszy album studyjny Piesni tibietskich lam (Песни тибетских лам). Jeszcze przed jego wydaniem w sprzedaży ukazał się pochodzący z niego singel „Mało ognia” („Мало огня”), do którego później nakręcono teledysk. Piosenka stała się przebojem, podobnie jak i kolejny singel z albumu, „Taniec pod wodoj” („Танец под водой”), do którego także stworzono wideo. Teledyski powstały również do utworów „Sdiełaj tak” („Сделай так”) i „Diewoczki s ostrymi zubkami” („Девочки с острыми зубками”). Wydawnictwo prezentowało zupełnie nowe brzmienie w rosyjskim przemyśle muzycznym oparte na etnicznym popie aranżowanym przy pomocy nowoczesnej elektroniki i starożytnych indyjskich instrumentów muzycznych. Do jego nagrania zaangażowano Olgę Dzusową jako wokalistkę wspierającą i 7-letnią wówczas Juliję Sawiczewą, która zaśpiewała w piosence „Sdiełaj tak” oraz wystąpiła w nakręconym do niej teledysku. Album sprzedał się w 250 tysiącach egzemplarzy w ciągu zaledwie kilku tygodni i uzyskał status platynowej płyty. Krytycy nie byli jednak jednomyślni w opiniach na temat twórczości Lindy z jej debiutanckiego wydawnictwa. Niektórzy zwracali uwagę na niezbyt dobre zdolności wokalne piosenkarki, inni z kolei podkreślali jej niestandardowy styl i urzekającą energię. W grudniu 1994 roku ukazał się album z remiksami Tancy tibietskich lam (Танцы тибетских лам).
Na początku 1996 roku rozpoczęło się nagrywanie drugiego albumu studyjnego piosenkarki noszącego pierwotnie roboczy tytuł Wołczica (Волчица), który ostatecznie wydano 4 grudnia tego roku pod tytułem Worona (Ворона). Zanim album trafił do sprzedaży, jeszcze w 1995 roku opublikowano teledysk do pochodzącego z niego utworu „Krug ot ruki” („Круг от руки”), zaś w 1996 roku powstały klipy do piosenek „Siewiernyj wietier” („Северный ветер”) i „Worona” („Ворона”). W 1997 roku powstał z kolei teledysk do utworu „Marihuana” („Марихуана”). W pracach nad albumem wykorzystano w sumie siedemnaście ludowych instrumentów muzycznych oraz zaproszono osobliwych muzyków, tj. szkocki chór babć, który wystąpił w utworze „Siewiernyj wietier”, czy chór dziecięcy Kalinka, który pojawił się w piosence „Nikogda” („Никогда”). W powstaniu utworu tytułowego pomagali specjaliści od rzadkich instrumentów ludowych ze Szkocji, Anglii, Niemiec i Norwegii – część z nich brała wcześniej udział w nagrywaniu albumów zespołu Enigma. W rezultacie powstało wydawnictwo nietypowe, o nieco chłodnym i mrocznym, a jednak atrakcyjnym i przyciągającym słuchaczy brzmieniu. Spotkało się także z entuzjastycznymi recenzjami krytyków. Album Worona sprzedał się w liczbie 1,5 miliona egzemplarzy zostając w 1997 roku trzecim pod względem sprzedaży wydawnictwem w Rosji. Utwór tytułowy z kolei stał się wielkim przebojem na obszarze postradzieckim i do dziś pozostaje muzyczną wizytówką Lindy. Wydawnictwo sprawiło, że Linda osiągnęła szczyt swojej popularności, odbywając liczne koncerty zarówno w Rosji, jak i w innych krajach oraz wielokrotnie otrzymując tytuł „Piosenkarki Roku”. Występy artystki gromadziły rzesze fanów – we wrześniu 1997 roku wspólny występ Lindy i Maksima Fadiejewa na koncercie w Kijowie oglądało 400 tysięcy widzów, co przez długi czas było niepobitym rekordem dla wszystkich rosyjskich wykonawców. Nadmierna popularność szła jednak w parze ze skandalami. Na przykład pewnego dnia po pojawieniu się w telewizji teledysku do utworu „Marihuana” w jednej z moskiewskich gazet ukazał się artykuł o śmierci piosenkarki z powodu przedawkowania narkotyków, co następnie było powtarzane przez stacje radiowe. Artystka później zdementowała te informacje, zapewniając jednocześnie, że piosenka „Marihuana” nie ma nic wspólnego z jej życiem osobistym, w którym stroni od używek. W rzeczywistości w czasie premiery klipu do piosenki przebywała w klinice z powodu zapalenia oskrzeli. Latem 1997 roku ukazał się album Worona. Remake & Remix (Ворона. Remake & Remix) zawierający taneczne remiksy utworów z albumu Worona. Sprzedaż albumu wyniosła 500 tysięcy egzemplarzy.

#### Lata 1998–1999: albumPlacienta, rozstanie z Maksimem Fadiejewem
Okres od 1997 do 1998 roku upłynął Lindzie pod znakiem koncertów w Rosji i na Ukrainie. 
Latem 1998 roku ukazał się dwuczęściowy album Konciert (Концерт), który zawierał prawie wszystkie utwory Lindy z jej dwóch dotychczas wydanych albumów studyjnych wykonane na żywo i nagrane podczas trasy koncertowej artystki po Uralu odbywanej w okresie wrzesień–październik 1997 roku. Na albumie po raz pierwszy pojawił się niepublikowany wcześniej utwór „Morie” („Море”).
Niemal natychmiast po wydaniu Worony rozpoczęły się prace nad nowym albumem studyjnym o roboczym tytule Wnutri (Внутри), który wiosną 1998 roku otrzymał ostateczną nazwę Placienta (Плацента). Pierwotnie planowano wydać go w październiku tego roku, jednak z powodu kryzysu gospodarczego w Rosji wydanie zostało przełożone, a Linda musiała kontynuować występy z programem koncertowym z Worony, od czasu do czasu wplatając w niego dwie nowe piosenki – „Zołotaja woda” („Золотая вода”) i „Ja nie mogu” („Я не могу”). Pod koniec 1998 roku piosenka „Zołotaja woda” ukazała się na składance Dżem-7 (Джем-7). Już wtedy relacje między Lindą i Maksimem Fadiejewem, który przeprowadził się do Niemiec były napięte; czasami dochodziło do kłótni podczas nagrywania albumu Placienta.
Na początku 1999 roku Linda dała koncert w Petersburgu, który stanowił pożegnanie z programem koncertowym opartym na materiale z Worony. 18 lutego tego roku wystąpiła jako modelka na pokazie mody Nature Show odbywającym się w restauracji Catwalk. W lutym 1999 roku Linda podpisała ponadto w Berlinie kontrakt z wydawnictwem Turbo Beat, będącym częścią BMG. Kontrakt przewidywał wydanie trzech albumów i kilku singli w ciągu trzech lat. Postanowiono zacząć od singli: anglojęzycznych wersji najpopularniejszych piosenek Lindy, przeznaczonych dla zagranicznej publiczności. Początkowo aranżerzy BMG stworzyli 4 remiksy utworu „Worona”, jednak żaden z nich nie przypadł piosenkarce do gustu. Zakładano, że „zachodnia” Linda będzie śpiewać po rosyjsku z rzadka wstawiając frazy w języku angielskim. Anglojęzyczny singel „Worona” planowany był na jesień, jednak nigdy nie został wydany. 
Przez kolejne tygodnie 1999 roku Linda nagrywała wokale do nowego albumu studyjnego, a także pracowała nad singlem „Czini-Czita” („Чини-Чита”), który jednak nigdy nie został wydany. Na początku kwietnia nakręcony został teledysk do jednego z utworów z nadchodzącego albumu Lindy, „Wzgliad iznutri” („Взгляд изнутри”). Podczas kręcenia wideo piosenkarka doznała złamania żebra. W teledysku zaprezentowała nowy wizerunek, którego najbardziej charakterystyczną częścią były ufarbowane na ognistoczerwony kolor włosy. Pierwotna wersja klipu została odrzucona przez cenzurę i konieczna była zmiana jego montażu. Nie spotkał się on jednak z aprobatą fanów, a sama Linda była nazywana „wampirzycą” i oskarżana o naśladowanie Marilyna Mansona. 27 maja 1999 roku miała miejsce premiera albumu Placienta. W następnym miesiącu nakręcono teledysk do drugiej piosenki z albumu „Otpusti mienia” („Отпусти меня”), na potrzeby którego Linda ponownie zmieniła swój wizerunek stając się blondynką. Album Placienta cechował się zmianą stylistyczną w stosunku do poprzednich albumów artystki, koncentrując się na takich gatunkach muzycznych jak trip hop, dub, downtempo i jungle. Okazał się być komercyjną porażką, chociaż piosenki z niego pochodzące wciąż zajmowały dość wysokie pozycje na listach przebojów. Słaba sprzedaż albumu stała się, obok nieporozumień w zespole kreatywnym i problemów finansowych, jednym z powodów znacznego popsucia się relacji, a w konsekwencji zakończenia współpracy Lindy z Maksimem Fadiejewem, którzy jednak do końca 1999 roku wspólnie koncertowali po kraju. Pod koniec 1999 roku duet Fadiejew-Linda wydał swoje ostatnie wspólne dzieło, utwór „Biełoje na biełom” („Белое на белом”), który zarazem stanowił debiut Lindy jako autorki tekstów. Utwór ten znalazł się na wydanym 22 grudnia 1999 roku albumie kompilacyjnym artystki, nazwanym tak samo jak on.
W grudniu 1999 roku Linda po raz pierwszy wystąpiła w Moskwie, na pierwszej edycji festiwalu Naszestwie (Нашествие), z kolei 31 grudnia wzięła udział w zorganizowanym przez BMG koncercie w Monachium. 

#### Lata 2000–2004: albumyZrienijeiAtakA
Pierwszym dokonaniem Lindy po zakończeniu współpracy z Fadiejewem był utwór „Iznanka swieta” („Изнанка света”), do którego muzykę skomponował gitarzysta zespołu Konwoj Jewgienij Pozdniakow, zaś za tekst odpowiadała sama Linda. W marcu 2000 roku do piosenki nakręcono teledysk, a w późniejszym czasie artystka wróciła do koncertowania. 27 lipca 2000 roku premierę miał dwupłytowy album remiksowy Embrion (Эмбрион), za którego produkcję odpowiadał Wład Żukow. Na płytach znalazło się w sumie 18 remiksów, przygotowanych w ciągu trzech miesięcy: 16 na podstawie utworów z albumu Placienta i 2 na podstawie utworu „Iznanka swieta”. Pierwsza płyta albumu, zatytułowana Embrion Wrong, zawierała ciężkie brzmieniowo przeróbki piosenek, zaś na drugiej, nazwanej Embrion Right, znalazły się lekkie, taneczne kompozycje. 
Jesienią 2000 roku rozpoczęły się prace nad albumem studyjnym o roboczym tytule Amalgama (Амальгама). W marcu 2001 roku Linda podpisała kontrakt na wydanie albumu z rosyjskim oddziałem wytwórni BMG, który rozpoczął działalność w listopadzie poprzedniego roku, a także wystąpiła na festiwalu Babij bunt (Бабий бунт), gdzie m.in. wykonała nową piosenkę „Dwie ulitki” („Две улитки”). W kwietniu ukazał się z kolei teledysk do utworu „Szokolad i slieza” („Шоколад и слеза”). 24 maja 2001 roku ukazał się najnowszy album studyjny Lindy, noszący tytuł Zrienije (Зрение). Muzykę na wydawnictwie, stworzonym przez Lindę z pomocą Jewgienija Pozdniakowa, charakteryzowały mocne, gitarowe brzmienia. Album spotkał się z mieszanymi reakcjami krytyków: jedni chwalili piosenkarkę za osiągnięcie nowych poziomów w zakresie rozwoju artystycznego, inni zaś uznali jej nową płytę za marną próbę powtórzenia sukcesu, jaki artystka osiągnęła podczas współpracy z Maksimem Fadiejewem. 26 maja 2001 roku Linda wystąpiła jako support przed koncertem niemieckiego zespołu Guano Apes, zaś latem tego roku odbyła się promująca album Zrienije trasa koncertowa Lindy po Uralu, Ukrainie i innych państwach WNP. Album Zrienije zajął 22. miejsce pod względem sprzedaży za rok 2001. W tym samym roku ukazał się też drugi album kompilacyjny artystki, nazwany po prostu Linda (Линда), ponadto w listopadzie Linda nagrała pierwszy w karierze cover – piosenkę „Malienkaja diewoczka” („Маленькая девочка”) zespołu Kriematorij.
Niedługo po wydaniu Zrienije współpraca Lindy i BMG zakończyła się, co wynikało z problemów zarówno samej wytwórni, jak i managementu piosenkarki. 
Ostatni raz piosenkarka pojawiła się publicznie jako artystka BMG w sierpniu 2001 roku, kiedy wzięła udział w akcji charytatywnej na rzecz ochrony lampartów na Dalekiego Wschodu, na której sprzedała namalowany przez siebie obraz w celu pozyskania pieniędzy na utrzymanie populacji lampartów. W 2002 roku Linda podpisała kontrakt z firmą muzyczną Universal Music. W lutym tego roku ponownie wcieliła się w rolę modelki uczestnicząc w pokazie mody w ramach wystawy Еxpo Beauty w hali Expocentre na Krasnej Priesni, gdzie premierowo wykonała też najnowszą piosenkę „Lieska” („Леска”). 27 lutego wydane zostały składanki Sprajt-drajwier 1 i 2, na których ukazały się piosenki „Malienkaja diewoczka” i „Lieska” w wykonaniu Lindy. W tym samym roku do sprzedaży trafił także album wideo Videos 1, będący zbiorem teledysków artystki. W późniejszym czasie Linda poznała piosenkarki Marę i Liubaszę, które uczestniczyły w tworzeniu kilku jej piosenek.
W lutym 2003 roku piosenkarka po raz pierwszy od dłuższego czasu pokazała się publicznie w programie typu talk-show Princip domino (Принцип домино), w którym jednak nie zdradziła żadnych szczegółów dotyczących dalszych planów artystycznych, z kolei latem tego roku w Berlinie nakręcona została pierwsza, ostatecznie nigdy nie opublikowana wersja teledysku do nowej piosenki „Ciepi i kolca” („Цепи и кольца”), którą w poprzednim roku napisała Mara. Niedługo później powstała druga, animowana wersja teledysku, przygotowana przez japońskich animatorów w stylu anime, którą opublikowano w grudniu 2003 roku wraz z maxi singlem „Ciepi i kolca”. Maxi singel zawierał piosenkę „Ciepi i kolca” w języku rosyjskim i angielskim oraz w różnych wersjach aranżacyjnych, w tym hardrockowej, a ponadto bonusowy utwór „White Birch”, będący anglojęzyczną wersją utworu „Bierioza” („Берёза”) z albumu Zrienije. Piosenka „Ciepi i kolca” osiągnęła szczyty list przebojów.
Na początku 2004 roku pojawiła się długo oczekiwana wiadomość dotycząca nadchodzącego nowego albumu, wówczas zatytułowanego Pulia (Пуля). Premiera albumu planowana była na luty, a następnie przesunięta została na kwiecień. Wytwórnia Universal Music rozpoczęła zakrojoną na szeroką skalę akcję promocyjną z koncertami i wywiadami. W kwietniu Linda wyjechała do Południowej Afryki, gdzie kręcono teledysk do utworu „Agonija” („Агония”). Po powrocie w maju kontynuowała występy na koncertach i festiwalach. Premierę piątego albumu studyjnego artystki ostatecznie wyznaczono na listopad, a na krótko przed nią zmieniono tytuł wydawnictwa na AtakA (АтакА). Wydane 5 listopada 2004 roku wydawnictwo było kolejną radykalną zmianą w twórczości piosenkarki – jego brzmienie cechowało się jeszcze większą ciężkością i gitarowością. Teksty wszystkich utworów na albumie napisały Mara i Liubasza. Album spotkał się z pozytywnym przyjęciem ze strony publiczności, na co niemały wpływ miał mroczny charakter ówczesnego wizerunku Lindy i stylistyki samego wydawnictwa, co budziło skojarzenia z albumem Worona. Krytycy, podobnie jak i poprzedni album, odebrali AtakA niejednoznacznie, choć większość recenzji utrzymana była w pozytywnym tonie. Teledysk do utworu „Biegi” („Беги”), w którego powstaniu brał udział Daniel Sigler, mający na koncie współpracę z Björk, był emitowany w MTV, gdzie ustanowił rekord ilości otrzymanych od widzów głosów. Album AtakA sprzedał się w liczbie 500 tysięcy egzemplarzy. 
W 2004 roku ukazała się reedycja koncertowego albumu Konciert z 1998 roku, zatytułowana Żizń (Жизнь). Pod koniec tego roku Linda po raz pierwszy w swojej karierze wzięła udział w noworocznym koncercie, Niegołuboj ogoniok (Неголубой огонёк), na którym gwiazdy rocka i wyższej jakości popu wykonywały nowe wersje radzieckich przebojów. Piosenkarka zaśpiewała tam utwór „Lietitie, gołubi, lietitie („Летите, голуби, летите).

#### Lata 2005–2008: współpraca ze Stefanosem Korkolisem, albumyAleAdaiSkor-Piony
Na początku marca 2005 roku artystka zorganizowała pierwszą wystawę swoich obrazów. Zapytana o wpływy twórcze przy ich malowaniu odpowiedziała: 

Jeśli powiem, że namalowałam je tylko wskutek fascynacji Kandinskym i Dalím, to będzie to nieprawdziwe. Stałam się tym, kim jestem w tej chwili, dzięki wszystkiemu, co mnie otaczało przez całe życie, począwszy od dzieciństwa i moich rodziców, a skończywszy na ludziach, którzy są w moim otoczeniu. Chcę jednak zaznaczyć, że nie jestem malarką. To była po prostu moja kolejna próba wyrażenia siebie.

W późniejszym czasie Linda koncertowała z materiałem z albumu AtakA, w tym w sierpniu 2005 roku na festiwalu Naszestwie, gdzie jej występ obfitował w efekty pirotechniczne, w związku z czym krytycy czynili porównania do zespołów Kiss i Rammstein. W czerwcu Linda wystąpiła z kolei jako support przed Mobym, a po występie podczas rozmowy zrodził się pomysł muzycznej współpracy (jak sama Linda później wspominała, dotyczył stworzenia kilku piosenek), jednak pomysł ten ostatecznie nie przerodził się w żadne konkretne działania. Piosenkarka wzięła także udział w projekcie Niecziotnyj woin (Нечётный воин) stanowiącym hołd dla rockowego zespołu Bi-2, nagrywając ramach niego cover ich utworu „Zwonok” („Звонок”), a ponadto rozpoczęła nowy etap swojej kariery muzycznej, nawiązując dzięki dyrektorowi generalnemu Universal Music współpracę z greckim kompozytorem i producentem Stefanosem Korkolisem, który wcześniej współpracował m.in. z Despiną Vandi, Mylène Farmer, Peterem Gabrielem i zespołem Metallica. W październiku 2005 roku Linda odwiedziła ojczyznę Korkolisa, gdzie nagrała dwie nowe piosenki – „Taj!” („Тай!”) i „Wstriecza” („Встреча”). 2 grudnia 2005 roku nakręcono teledysk do piosenki „Taj”, w którym wzięli udział fani Lindy. Klip był przez krótki czas pokazywany w MTV i nie zyskał popularności wśród widzów, jednak dzięki staraniom fanów artystki zarówno piosenka, jak i teledysk znalazły się na listach przebojów. 13 grudnia miała z kolei miejsce premiera trzeciego albumu kompilacyjnego Lindy, Poczti blizniecy (Почти близнецы), który zawierał kilka remiksów i kilka oryginalnych utworów z albumów Piesni tibietskich lam, Worona i AtakA, dwa oryginalne utwory z albumu Placienta oraz dwie najnowsze wymienione wyżej piosenki. Na wydawnictwie nie znalazła się żadna kompozycja z albumu Zrienije, gdyż prawa do niego pozostały przy wytwórni BMG, z którą Linda rozwiązała kontrakt. 
W styczniu 2006 roku Linda i Stefanos Korkolis rozpoczęli prace nad nowym albumem studyjnym artystki. W okresie od stycznia do kwietnia Linda przebywała w Londynie, gdzie nagrywała nowy materiał. Na początku kwietnia w Grecji nakręcono teledyski do świeżych piosenek „Ja ukradu!” („Я украду!”) i „Miecziena ja” („Мечена я”), z kolei pod koniec tego miesiąca Linda wróciła do koncertowania. Utwór „Ja ukradu!” wkrótce zaczął pojawiać się na wielu listach przebojów. Na początku września 2006 roku opublikowany został nakręcony w Grecji teledysk do piosenki „Tołkaj na liubow” („Толкай на любовь”). 14 października tego roku w sali koncertowej Mir odbyła się rosyjska premiera szóstego albumu studyjnego Lindy, AleAda (АлеАда). W edycji rosyjskiej zawarto dwa dodatkowe utwory: remiks utworu „Tolkaja na liubow” i radiową wersję utworu „Ja ukradu”. Po serii koncertów w Rosji z nowym materiałem muzycznym, na początku 2007 roku Linda i Korkolis wrócili do Grecji i wydali teledysk do utworu „Liubow w konwiertie” („Любовь в конверте”). Latem 2007 roku album AleAda został wydany w Grecji. Oprócz podstawowej tracklisty greckie wydanie zawierało trzy bonusy: greckojęzyczną i anglojęzyczną wersję piosenki „Miecziena ja” nagrane z udziałem greckiego zespołu rapowego Goin’ Through oraz utwór „Kanenas Pote” („Κανένας Ποτέ”), greckojęzyczną wersję piosenki „Po rielsam liubwi” („По рельсам любви”). 3 i 4 sierpnia Linda dała koncerty na Cyprze, w których wzięli udział także Goin’ Through i Stefanos Korkolis. Tytuł wydawnictwa, AleAda, pochodzi od początkowych liter imion matek Lindy i Korkolisa (matka Lindy zmarła na krótko przed rosyjską premierą albumu). Zostało nagrane z udziałem zaproszonych greckich muzyków i stanowiło połączenie greckich oraz klasycznych tradycji muzycznych. Na jego brzmienie złożyła się duża ilość greckich ludowych instrumentów muzycznych. Odbiór albumu ze strony rosyjskich fanów piosenkarki był mieszany natomiast w Grecji trafił na wszystkie listy przebojów i szybko uzyskał status złotej płyty. W sumie sprzedał się w liczbie 125 tysięcy egzemplarzy.
W styczniu 2008 roku Linda i Stefanos Korkolis zaprezentowali publicznie pierwszy singel z nadchodzącego nowego albumu, zatytułowany „Cziorno-Snieżnaja” („Чёрно-Снежная”), z kolei w marcu tego roku ukazał się nakręcony w Grecji teledysk do kolejnej piosenki z wydawnictwa, „Skor-Piony” („Sкор-Пионы”). 28 marca 2008 roku w moskiewskim Domu Kultury Gorbunowa miała miejsce premiera najnowszego albumu studyjnego Lindy, Skor-Piony (Sкор-Пионы). Na zagranym wówczas koncercie Linda po raz ostatni wystąpiła ze składem współpracujących z nią muzyków, który pozostawał niezmienny od chwili powstania. W maju opublikowano teledysk do trzeciego singla, „Piać minut” („Пять минут”), zmontowany z materiału filmowego z koncertu z premiery albumu. Prace nad albumem trwały 1,5 roku i były prowadzone w różnych studiach: we Francji, Grecji i Nowym Jorku. Początkowo miał nosić tytuł Krow (Кровь). W porównaniu do poprzedniego albumu studyjnego piosenkarki charakteryzował się mocniejszym, cięższym i bardziej dynamicznym brzmieniem. Za teksty utworów, podobnie jak i projekt okładki oraz oprawy graficznej wydawnictwa odpowiadała sama Linda. W październiku 2008 roku ukazał się album wideo Skor-Piony Live (Skор-Пионы Live), zawierający nagrania z koncertu z premiery albumu Skor-Piony.

#### Po 2008 roku: albumyŁaj, @!,Karandaszi i spiczkiiDNK mira
Od 2008 roku Linda mieszkała w Grecji, gdzie prowadziła działalność muzyczną – pisała piosenki, koncertowała i komponowała muzykę do spektakli. W 2011 roku wspólnie ze Stefanosem Korkolisem stworzyła muzykę do ceremonii otwarcia Igrzysk Olimpiad Specjalnych w Atenach. 
W 2010 roku ukazał się czwarty album kompilacyjny Lindy, Linda. Łuczszije piesni (Линда. Лучшие песни).
W 2012 roku Linda wznowiła działalność koncertową w Rosji. Wraz z Korkolisem stworzyła wówczas zespół Bloody Faeries, w ramach którego 19 października 2012 roku wydany został album Acoustics by Bloody Faeries, w dużej mierze składający się z akustycznych wersji piosenek Lindy z poprzednich albumów studyjnych. W tym samym roku piosenkarka współpracowała także z rosyjskimi raperami ST i Fike & Jambazi, z którymi nagrała nowe wersje swoich piosenek „Marihuana” i „Mało ognia”.
7 maja 2013 roku zakończyły się prace nad teledyskiem do piosenki „Dalieko” („Далеко”) – singla nagranego przez Lindę i Najka Borzowa na potrzeby projektu Niecziotnyj woin 3 (Нечётный воин 3) zespołu Bi-2. 26 sierpnia 2013 roku opublikowano teledysk do utworu „Łaj, sobaka!” („Лай, собака!”), z kolei 12 listopada tego roku ukazał się ósmy album studyjny Lindy, Łaj, @! (Лай, @!). Wydawnictwo zebrało wiele pozytywnych recenzji i zostało najlepszym albumem 2013 roku według stacji telewizyjnej Music Box.
17 września 2014 roku ukazał się teledysk do piosenki „Powieś mienia” („Повесь меня”) w reżyserii Waleriji Gaj Germaniki. 9 grudnia tego roku do sprzedaży trafiła wersja deluxe albumu Łaj, @!, która zawierała dwa dodatkowe utwory: nową wersję piosenki „Ruki moi” („Руки мои”) i piosenkę „Dobraja piesnia” („Добрая песня”) nagraną w duecie z Glebem Samojłowem, a także teledysk do utworu „Powieś mienia”.

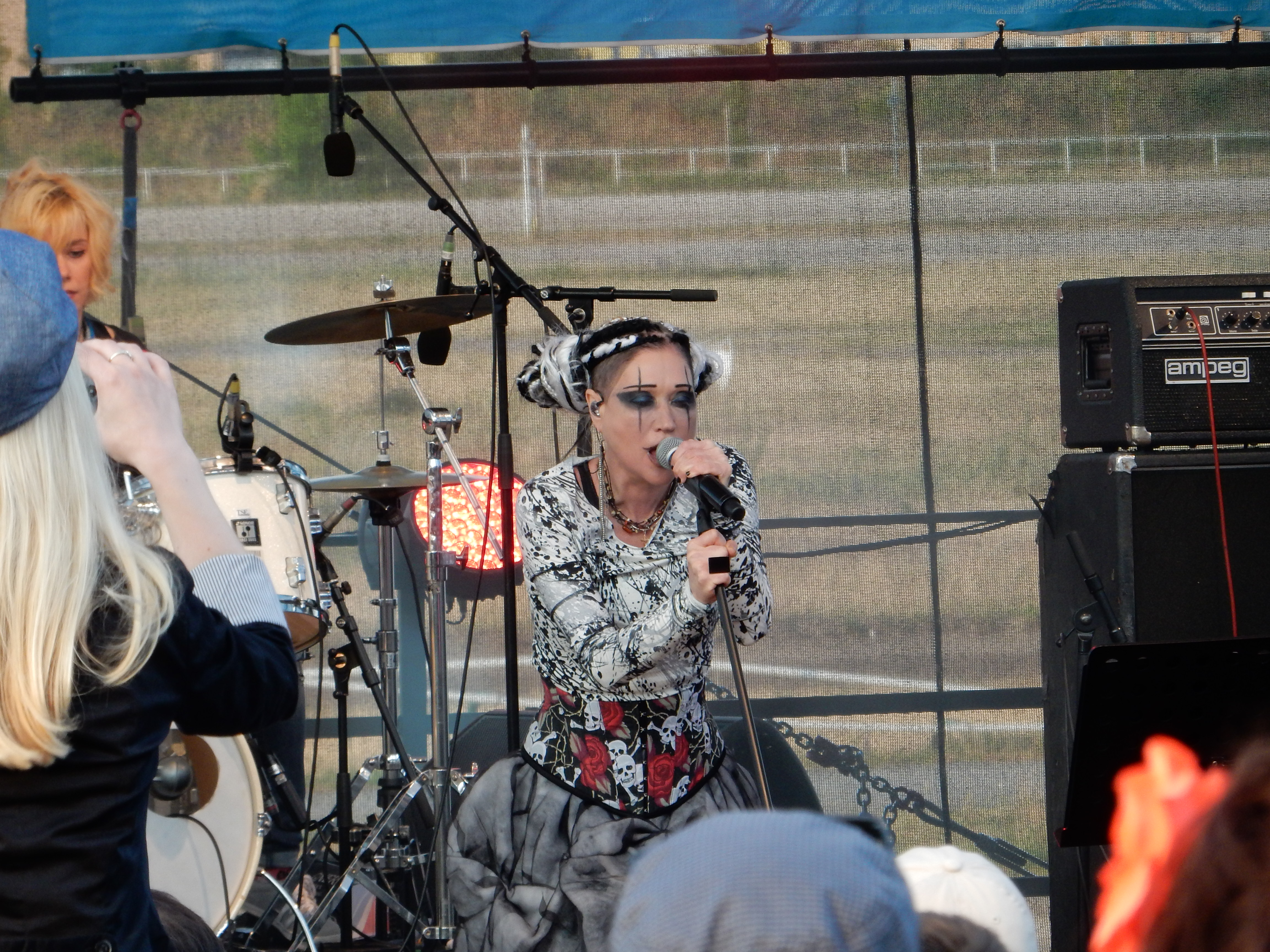
Linda podczas występu na festiwalu niemiecko-rosyjskim w Berlinie-Karlshorst w 2015 roku

W 2015 roku Linda gościnnie pojawiła się w 16. sezonie telewizyjnego show Bitwa ekstrasensow (Битва экстрасенсов), ponadto często występowała m.in. na takich imprezach jak Naszestwie (Нашествие), Supierdiskotieka 90-ch (Супердискотека 90-х), Jeżiegodnyj giermano-rossijskij fiestiwal w Bierlinie (Ежегодный германо-российский фестиваль в Берлине), Preparty EMA 2015 i MuzTV Partijnaja Zona (МузТВ Партийная Зона). 14 lutego tego roku w klubie Brooklyn odbyła się prezentacja albumu koncertowego piosenkarki, Life @, z kolei 7 listopada w stołecznym klubie Moskwa zaprezentowany został dziewiąty album studyjny Lindy, Karandaszi i spiczki (Карандаши и спички). W tworzeniu albumu brał udział związany ze studiem Abbey Road Studios muzyk i producent Haydn Bendall, mający na koncie współpracę m.in. z Tiną Turner, Paulem McCartneyem, Kate Bush, Katie Meluą i Garym Moore’em. 31 grudnia 2015 roku na oficjalnym kanale piosenkarki w serwisie YouTube odbyła się prezentacja nowego teledysku do utworu „Boliejut wsie” („Болеют все”).
W 2016 roku odbyła się prezentacja singla Lindy „Kamiera pytok” („Камера пыток”) opartego na wierszu Ilji Kormilcewa.
29 kwietnia 2017 roku zaprezentowano singel „Ospa” („Оспа”), zaś w listopadzie tego roku ukazał się utwór „Psichi” („Психи”). W grudniu opublikowany został utwór „#Otwiet21” („#Ответ21”), będący owocem współpracy Lindy z Maksimem Fadiejewem.
W 2018 roku ukazał się trzeci album wideo Lindy, Nieformat (Неформат).
Na początku 2019 roku ukazały się single „Położi mienia riazom” („Положи меня рядом”) i „Trieszcziny” („Трещины”) wraz z teledyskami. Oba singlowe utwory miały się znaleźć na nowym albumie studyjnym Lindy, którego data premiery nie była wówczas znana. 29 lipca tego roku ukazał się drugi album Lindy i Stefanosa Korkolisa, Bloody Faeries.
25 września 2020 roku ukazał się dziesiąty album studyjny artystki, DNK mira (ДНК мира). Przy jego tworzeniu Linda inspirowała się folklorem rdzennych ludów Syberii. Teksty niektórych z zawartych na nim utworów zawierają fragmenty w języku jakuckim.
W 2023 roku Linda wydała singel „Kity-koszki” („Киты-кошки”) wraz z teledyskiem.

## Życie prywatne
Przy okazji prac nad albumem AleAda Linda przeprowadziła się do Grecji. W 2008 roku po wydaniu albumu Skor-Piony w mediach pojawiła się informacja, że Linda wyszła za mąż za Stefanosa Korkolisa, jednak została zdementowana przez ojca piosenkarki.
W 2012 roku wzięła zarówno cywilny jak i kościelny ślub ze Stefanosem Korkolisem. Para nie doczekała się dzieci i mieszkała na przemian w Rosji i Grecji. W 2014 roku Linda i Korkolis rozwiedli się.

## Dyskografia
Albumy studyjne
| Tytuł                                      | Dane dot. albumu                                                                   |
| ------------------------------------------ | ---------------------------------------------------------------------------------- |
| Piesni tibietskich lam Песни тибетских лам | - Data: 1 sierpnia 1994 - Wydawca: C.M.P. - Format: CD, CC                         |
| Worona Ворона                              | - Data: 4 grudnia 1996 - Wydawca: C.M.P. - Format: CD, CC                          |
| Placienta Плацента                         | - Data: 27 maja 1999 - Wydawca: Real Records - Format: CD, CC                      |
| Zrienije Зрение                            | - Data: 24 maja 2001 - Wydawca: BMG Russia - Format: CD, CC                        |
| AtakA АтакА                                | - Data: 5 listopada 2004 - Wydawca: Universal Music Russia - Format: CD, CC        |
| AleAda АлеАда                              | - Data: 14 października 2006 - Wydawca: Universal Music Russia - Format: CD, CC    |
| Skor-Piony Sкор-Пионы                      | - Data: 28 marca 2008 - Wydawca: Mistierija zwuka - Format: CD, digital download   |
| Łaj, @! Лай, @!                            | - Data: 12 listopada 2013 - Wydawca: wydanie własne - Format: CD, digital download |
| Karandaszi i spiczki Карандаши и спички    | - Data: 7 listopada 2015 - Wydawca: wydanie własne - Format: CD, LP                |
| DNK mira ДНК мира                          | - Data: 25 września 2020 - Wydawca: wydanie własne - Format: CD, digital download  |

Remix albumy
| Tytuł                                         | Dane dot. albumu                                                             |
| --------------------------------------------- | ---------------------------------------------------------------------------- |
| Tancy tibietskich lam Танцы тибетских лам     | - Data: grudzień 1994 - Wydawca: C.M.P. - Format: CD, CC                     |
| Worona. Remake & Remix Ворона. Remake & Remix | - Data: połowa 1997 - Wydawca: C.M.P. - Format: CD, CC                       |
| Embrion Эмбрион                               | - Data: 27 lipca 2000 - Wydawca: Real Records - Format: CD, digital download |

Kompilacje
| Tytuł                                       | Dane dot. albumu                                                           |
| ------------------------------------------- | -------------------------------------------------------------------------- |
| Biełoje na biełom Белое на белом            | - Data: 22 grudnia 1999 - Wydawca: Real Records - Format: CD, CC           |
| Linda Линда                                 | - Data: 2001 - Wydawca: Monolit - Format: CD, CC                           |
| Poczti blizniecy Почти близнецы             | - Data: 13 grudnia 2005 - Wydawca: Universal Music Russia - Format: CD, CC |
| Linda. Łuczszije piesni Линда. Лучшие песни | - Data: 2010 - Wydawca: Monolit - Format: CD                               |

Albumy koncertowe
| Tytuł            | Dane dot. albumu                                                                  |
| ---------------- | --------------------------------------------------------------------------------- |
| Konciert Концерт | - Data: połowa 1998 - Wydawca: J.S.P. - Format: CD, CC                            |
| Żizń Жизнь       | - Data: 2004 - Wydawca: Jam Group International - Format: CD                      |
| Life @           | - Data: 14 lutego 2015 - Wydawca: Mistierija zwuka - Format: CD, digital download |

Albumy wideo
| Tytuł                           | Dane dot. albumu                                             |
| ------------------------------- | ------------------------------------------------------------ |
| Videos 1                        | - Data: 2002 - Wydawca: Sploshnoff Music Group - Format: DVD |
| Skor-Piony Live Skор-Пионы Live | - Data: październik 2008 - Wydawca: Moon DVD - Format: DVD   |
| Nieformat Неформат              | - Data: 2018 - Wydawca: wydanie własne - Format: DVD         |

Inne albumy
| Tytuł                       | Dane dot. albumu |
| --------------------------- | --- |
| Acoustics by Bloody Faeries | - Informacje dodatkowe: nagrany w duecie ze Stefanosem Korkolisem - Data: 19 października 2012 - Wydawca: OOO „Muzykalnaja Industrija” - Format: CD, digital download |
| Bloody Faeries              | - Informacje dodatkowe: nagrany w duecie ze Stefanosem Korkolisem - Data: 29 lipca 2019 - Wydawca: wydanie własne - Format: digital download                          |

Single
| Rok  | Tytuł                                                                               | Album                | Źródło              |
| ---- | ----------------------------------------------------------------------------------- | -------------------- | ------------------- |
| 1999 | „I’m Crow” (Promo-CD)                                                               | —                    | [ 31 ] [ 2 ]        |
| 1999 | „Biełoje na biełom” („Белое на белом”) (Promo-CD)                                   | Biełoje na biełom    | [ 31 ] [ 2 ] [ 47 ] |
| 2003 | „Ciepi i kolca” („Цепи и кольца”)                                                   | AtakA                | [ 31 ] [ 2 ] [ 40 ] |
| 2004 | „Agonija” („Агония”)                                                                | AtakA                | [ 31 ] [ 2 ] [ 40 ] |
| 2004 | „Biegi” („Беги”)                                                                    | AtakA                | [ 31 ] [ 2 ] [ 40 ] |
| 2006 | „Ja ukradu!” („Я украду!”)                                                          | AleAda               | [ 31 ] [ 2 ] [ 41 ] |
| 2006 | „Miecziena ja” („Мечена я”)                                                         | AleAda               | [ 31 ] [ 2 ] [ 41 ] |
| 2006 | „Tołkaj na liubow” („Толкай на любовь”)                                             | AleAda               | [ 31 ] [ 2 ] [ 41 ] |
| 2007 | „Liubow w konwiertie” („Любовь в конверте”)                                         | AleAda               | [ 31 ] [ 2 ] [ 41 ] |
| 2008 | „Cziorno-Snieżnaja” („Чёрно-Снежная”)                                               | Skor-Piony           | [ 31 ] [ 2 ] [ 42 ] |
| 2008 | „Skor-Piony” („Sкор-Пионы”) (Promo-CD 4 track)                                      | Skor-Piony           | [ 31 ] [ 2 ] [ 42 ] |
| 2013 | „Oni tak” („Они так”)                                                               | Łaj, @!              | [ 31 ] [ 2 ] [ 43 ] |
| 2013 | „Łaj, sobaka!” („Лай, собака!”)                                                     | Łaj, @!              | [ 31 ] [ 2 ] [ 43 ] |
| 2013 | „Dalieko” („Далеко”) (gościnnie: Najk Borzow)                                       | Niecziotnyj woin 3   | [ 30 ] [ 2 ]        |
| 2015 | „Idiealnaja pogoda, cztoby idti k cziortu” („Идеальная погода, чтобы идти к чёрту”) | Karandaszi i spiczki | [ 31 ] [ 2 ] [ 44 ] |
| 2016 | „Choczu” („Хочу”) (Pop-Radio Mix)                                                   | —                    | [ 55 ]              |
| 2016 | „Kamiera pytok” („Камера пыток”)                                                    | —                    | [ 31 ] [ 2 ]        |
| 2017 | „Ospa” („Оспа”)                                                                     | —                    | [ 31 ] [ 2 ]        |
| 2017 | „Psichi” („Психи”)                                                                  | —                    | [ 31 ] [ 2 ]        |
| 2017 | „#Otwiet21” („#Ответ21”)                                                            | —                    | [ 2 ]               |
| 2018 | „Oikumena”                                                                          | Bloody Faeries       | [ 31 ] [ 54 ]       |
| 2019 | „Trieszcziny” („Трещины”)                                                           | DNK mira             | [ 31 ] [ 35 ]       |
| 2019 | „Położi mienia riazom” („Положи меня рядом”)                                        | DNK mira             | [ 31 ] [ 35 ]       |
| 2020 | „Ty nrawiszsia mnie” („Ты нравишься мне”)                                           | —                    | [ 56 ]              |
| 2020 | „Katacumuri” („Катацумури”) (gościnnie: Noize MC)                                   | —                    | [ 57 ]              |
| 2020 | „Niedoliubili” („Недолюбили”)                                                       | —                    | [ 58 ]              |
| 2023 | „Kity-koszki” („Киты-кошки”)                                                        | DNK mira             | [ 9 ] [ 35 ]        |

Teledyski
| Rok  | Tytuł                                                                               | Reżyseria                      | Album                  | Źródło                     |
| ---- | ----------------------------------------------------------------------------------- | ------------------------------ | ---------------------- | -------------------------- |
| 1993 | „Igra s ogniom” („Игра с огнём”)                                                    | Fiodor Bondarczuk              | —                      | [ 2 ] [ 59 ]               |
| 1994 | „Sdiełaj tak” („Сделай так”)                                                        | Jewgienij Donskoj              | Piesni tibietskich lam | [ 2 ] [ 59 ] [ 36 ]        |
| 1994 | „Mało ognia” („Мало огня”)                                                          | Jewgienij Donskoj              | Piesni tibietskich lam | [ 2 ] [ 59 ] [ 36 ]        |
| 1994 | „Taniec pod wodoj” („Танец под водой”)                                              | Jewgienij Donskoj              | Piesni tibietskich lam | [ 2 ] [ 59 ] [ 36 ]        |
| 1995 | „Diewoczki s ostrymi zubkami” („Девочки с острыми зубками”) 1                       | Jewgienij Donskoj              | Piesni tibietskich lam | [ 2 ] [ 59 ] [ 36 ]        |
| 1995 | „Diewoczki s ostrymi zubkami” („Девочки с острыми зубками”) 2                       | Jewgienij Donskoj              | Piesni tibietskich lam | [ 2 ] [ 59 ] [ 36 ]        |
| 1995 | „Krug ot ruki” („Круг от руки”)                                                     | Armen Petrosjan                | Worona                 | [ 5 ] [ 16 ] [ 59 ] [ 37 ] |
| 1996 | „Worona” („Ворона”)                                                                 | Armen Petrosjan                | Worona                 | [ 2 ] [ 5 ] [ 59 ] [ 37 ]  |
| 1996 | „Siewiernyj wietier” („Северный ветер”)                                             | Armen Petrosjan                | Worona                 | [ 5 ] [ 16 ] [ 59 ] [ 37 ] |
| 1997 | „Marihuana” („Марихуана”)                                                           | Armen Petrosjan                | Worona                 | [ 18 ] [ 2 ] [ 59 ] [ 37 ] |
| 1999 | „Wzgliad iznutri” („Взгляд изнутри”)                                                | Maksim Osadczij                | Placienta              | [ 2 ] [ 59 ] [ 38 ]        |
| 1999 | „Otpusti mienia” („Отпусти меня”)                                                   | Maksim Osadczij                | Placienta              | [ 2 ] [ 59 ] [ 38 ]        |
| 2000 | „Iznanka swieta” („Изнанка света”)                                                  | Maksim Osadczij                | Embrion / Linda        | [ 2 ] [ 59 ] [ 46 ] [ 48 ] |
| 2001 | „Szokolad i slieza” („Шоколад и слеза”)                                             | Aleksandr Szmid                | Zrienije               | [ 2 ] [ 59 ] [ 39 ]        |
| 2003 | „Ciepi i kolca” („Цепи и кольца”)                                                   | brak informacji                | AtakA                  | [ 2 ] [ 59 ] [ 40 ]        |
| 2003 | „Ciepi i kolca” („Цепи и кольца”) 2                                                 | Gieorgij Toidze                | AtakA                  | [ 2 ] [ 59 ] [ 40 ]        |
| 2004 | „Agonija” („Агония”)                                                                | Daniel Sigler                  | AtakA                  | [ 2 ] [ 59 ] [ 40 ]        |
| 2004 | „Biegi” („Беги”)                                                                    | Daniel Sigler                  | AtakA                  | [ 2 ] [ 59 ] [ 40 ]        |
| 2004 | „Tak kriczali pticy” („Так кричали птицы”) 1                                        | brak informacji                | AtakA                  | [ 2 ] [ 59 ] [ 40 ]        |
| 2004 | „Tak kriczali pticy” („Так кричали птицы”) 2                                        | brak informacji                | AtakA                  | [ 2 ] [ 59 ] [ 40 ]        |
| 2005 | „Taj!” („Тай!”)                                                                     | Anthony Huiskamp               | Poczti blizniecy       | [ 2 ] [ 59 ] [ 49 ]        |
| 2005 | „Worona” („Ворона”) (Biopsyhoz version)                                             | brak informacji                | Poczti blizniecy       | [ 2 ] [ 59 ] [ 49 ]        |
| 2006 | „Ja ukradu!” („Я украду!”)                                                          | Marija Skoka                   | AleAda                 | [ 2 ] [ 59 ] [ 41 ]        |
| 2006 | „Miecziena ja” („Мечена я”)                                                         | Marija Skoka                   | AleAda                 | [ 2 ] [ 59 ] [ 41 ]        |
| 2006 | „Tołkaj na liubow” („Толкай на любовь”)                                             | Marija Skoka                   | AleAda                 | [ 2 ] [ 59 ] [ 41 ]        |
| 2007 | „Liubow w konwiertie” („Любовь в конверте”)                                         | Janis Manos                    | AleAda                 | [ 2 ] [ 59 ] [ 41 ]        |
| 2008 | „Skor-Piony” („Sкор-Пионы”)                                                         | Afina Kazolea, Marfa Kumarianu | Skor-Piony             | [ 2 ] [ 59 ] [ 42 ]        |
| 2008 | „Piać minut” („Пять минут”)                                                         | brak informacji                | Skor-Piony             | [ 2 ] [ 59 ] [ 42 ]        |
| 2011 | „The Seed”                                                                          | Vagelis Ntezes                 | —                      | [ 2 ] [ 59 ]               |
| 2011 | „Revolution”                                                                        | Vagelis Ntezes                 | Bloody Faeries         | [ 2 ] [ 59 ] [ 54 ]        |
| 2011 | „Revolution” 2                                                                      | Vagelis Ntezes                 | Bloody Faeries         | [ 2 ] [ 59 ] [ 54 ]        |
| 2012 | „Marihuana” („Марихуана”) (gościnnie: ST)                                           | brak informacji                | Pulienieprobiwajemyj   | [ 2 ] [ 60 ]               |
| 2012 | „Mało ognia” („Мало огня”) (gościnnie: Fike & Jambazi)                              | brak informacji                | Gdie-to...             | [ 2 ] [ 61 ]               |
| 2013 | „Dalieko” („Далеко”) (gościnnie: Najk Borzow)                                       | Kiriłł Karabanczuk             | Niecziotnyj woin 3     | [ 30 ] [ 2 ] [ 62 ]        |
| 2013 | „Łaj, sobaka!” („Лай, собака!”)                                                     | brak informacji                | Łaj, @!                | [ 2 ] [ 43 ]               |
| 2014 | „Powieś mienia” („Повесь меня”)                                                     | Walerija Gaj Germanika         | Łaj, @!                | [ 2 ] [ 30 ] [ 43 ]        |
| 2015 | „Dobraja piesnia” („Добрая песня”) (gościnnie: Gleb Samojłow)                       | Dmitrij Zwiagin                | Łaj, @!                | [ 2 ] [ 30 ] [ 64 ] [ 63 ] |
| 2015 | „Idiealnaja pogoda, cztoby idti k cziortu” („Идеальная погода, чтобы идти к чёрту”) | brak informacji                | Karandaszi i spiczki   | [ 2 ] [ 30 ] [ 44 ]        |
| 2015 | „Boliejut wsie” („Болеют все”)                                                      | brak informacji                | Karandaszi i spiczki   | [ 2 ] [ 31 ] [ 44 ]        |
| 2017 | „Ospa” („Оспа”)                                                                     | brak informacji                | —                      | [ 65 ]                     |
| 2019 | „Trieszcziny” („Трещины”)                                                           | Aleksandr Kostygin             | DNK mira               | [ 11 ] [ 66 ] [ 35 ]       |
| 2019 | „Położi mienia riazom” („Положи меня рядом”)                                        | Katja Kobzar                   | DNK mira               | [ 11 ] [ 67 ] [ 35 ]       |
| 2020 | „Ty nrawiszsia mnie” („Ты нравишься мне”)                                           | Aleksandr Kostygin             | DNK mira               | [ 68 ] [ 35 ]              |
| 2023 | „Kity-koszki” („Киты-кошки”)                                                        | Aleksandr Kostygin             | DNK mira               | [ 69 ] [ 35 ]              |